# Andrea Migliavacca

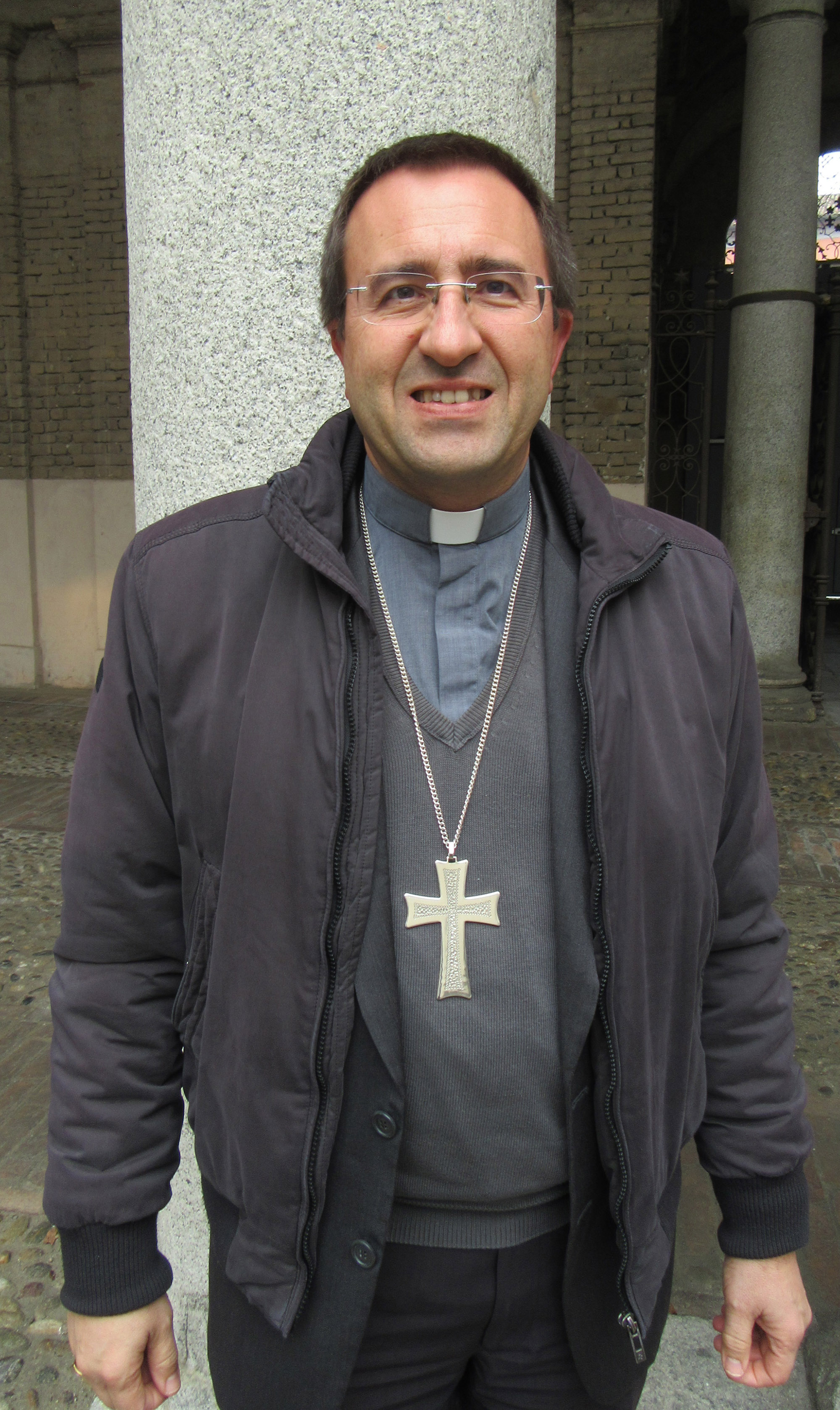
Bischof Migliavacca (November 2017)

Wappen als Bischof von San Miniato

Andrea Migliavacca (* 29. August 1967 in Pavia) ist ein italienischer Geistlicher und römisch-katholischer Bischof von Arezzo-Cortona-Sansepolcro.

## Leben
Andrea Migliavacca empfing am 27. Juni 1992 das Sakrament der Priesterweihe für das Bistum Pavia.
Am 5. Oktober 2015 ernannte ihn Papst Franziskus zum Bischof von San Miniato. Der Altbischof von Pavia, Giovanni Giudici, spendete ihm am 9. Dezember desselben Jahres in der Kathedrale von Pavia die Bischofsweihe. Mitkonsekratoren waren der Bischof von Pistoia, Fausto Tardelli, und der Altbischof von Treviso, Paolo Magnani. Die Amtseinführung in San Miniato fand am 20. Dezember 2015 statt.
Am 29. Juli 2019 berief ihn Papst Franziskus zum Mitglied der Berufungskommission für schwerwiegende Strafsachen, deren Entscheidung der Glaubenskongregation vorbehalten ist, und am 21. Juni 2021 zudem zum Mitglied der Apostolischen Signatur.
Am 15. September 2022 ernannte ihn Papst Franziskus zum Bischof von Arezzo-Cortona-Sansepolcro. Die Amtseinführung fand am 27. November desselben Jahres statt. Das Bistum San Miniato verwaltete er bis zum Amtsantritt seines Nachfolgers am 26. Februar 2023 als Apostolischer Administrator.